# Acordo de cessar-fogo no Alto Carabaque de 2023
O acordo de cessar-fogo no Alto Carabaque de 2023 foi alcançado em 20 de setembro de 2023, encerrado a ofensiva militar do Azerbaijão contra a autoproclamada República de Artsaque, na região de Alto Carabaque. O acordo foi mediado pelo contingente de manutenção da paz russo estacionado na região desde a Segunda Guerra do Alto Carabaque em 2020. Nos termos do acordo, o Exército de Defesa de Artsaque foi dissolvido. As forças de manutenção da paz russas abrigaram no seu acampamento base 2.261 pessoas, das quais 1.049 eram crianças.

## Antecedentes
Alto Carabaque tem sido uma região disputada entre o Azerbaijão e os armênios étnicos locais. Em 1991, uma república armênia separatista, a antiga República do Alto Carabaque, foi formada lá, mas a região permaneceu reconhecida internacionalmente como parte do Azerbaijão. A República de Artsaque logo formou suas próprias forças militares, o Exército de Defesa de Artsaque.
Em 19 de setembro de 2023, o Azerbaijão lançou uma ofensiva militar na região contra as forças armadas locais de Artsaque. O Azerbaijão citou vários incidentes anteriores com minas terrestres na região: duas explosões separadas mataram seis pessoas, outra matou dois funcionários do departamento de estradas do Azerbaijão, mais quatro foram mortos enquanto respondiam ao incidente, com outra explosão de mina matando quatro soldados e dois civis. A porta-voz do Ministério das Relações Exteriores da Rússia, Maria Zakharova, disse que as forças de manutenção da paz russas foram notificadas apenas "alguns minutos" antes do início da ofensiva azeri. O Ministério da Defesa do Azerbaijão informou que se posicionou na linha de frente e em profundidade, nos pontos de disparo de longa data das formações das forças armadas de Artsaque, bem como meios de combate e instalações militares foram incapacitados com o uso de armas de alta precisão.
Em 20 de setembro, as forças armadas de Artsakh afirmaram que as tropas do Azerbaijão tinham rompido as suas linhas e capturado várias colinas e entroncamentos rodoviários estratégicos. No mesmo dia, numa conferência de imprensa matinal, o coronel azerbaijano Anar Eyvazov apelou às forças armênias locais para deporem as armas e se renderem. Pouco depois, as autoridades da República de Artsakh afirmaram ter aceitado a proposta do comando do contingente de manutenção da paz russo relativamente a um cessar-fogo.

## Acordo
O acordo de cessar-fogo foi alcançado em 20 de setembro de 2023, às 13h00 AZT, nos seguintes termos: as formações das forças armadas de Artsakh e as formações armadas armênias ilegais na região depõem as armas, abandonam posições de combate e postos militares e desarmam-se completamente, unidades das forças armadas armênias retiram-se do território do Azerbaijão, as formações armadas armênias ilegais são desmanteladas com a entrega simultânea de todas as armas e equipamento pesado, enquanto a implementação dessas condições é assegurada em coordenação com o contingente russo de manutenção da paz. O acordo dissolveu o Exército de Defesa de Artsakh após 31 anos, tornando-se um marco no conflito de Alto Carabaque. Embora os termos do acordo previssem a rendição total, foi enquadrado como um cessar-fogo e não como um instrumento de rendição, enquanto se aguarda a conclusão de um futuro tratado de paz entre o Azerbaijão e a Armênia.
As negociações mediadas pela Rússia começaram em 21 de setembro de 2023 em Yevlakh sobre os termos do acordo, particularmente o desarmamento dos separatistas armênios e a reintegração da população de Alto Carabaque no Azerbaijão. Até 26 de setembro de 2023, o Azerbaijão apreendeu do inimigo 251.308 munições, 1.674 apetrechos, 909 armas ligeiras e granadas, 226 meios de defesa aérea, 164 dispositivos ópticos e outros, 75 veículos automóveis, 47 armas de artilharia, 22 veículos blindados e 21 reboques. Em 28 de setembro, a lista atualizada incluía 652.842 cartuchos, 6.653 projéteis de morteiro, 2.722 projéteis de canhão e obus, 2.627 projéteis de canhão antiaéreo, 2.266 granadas, 2.132 outras munições, 2.076 meios diversos de abastecimento, 1.368 granadas de mão, 1.151 armas pequenas, 984 foguetes, 132 armas de defesa aérea, 84 lançadores de granadas, 39 morteiros, 18 veículos blindados e alguns outros equipamentos.

## Reações
Num discurso televisionado no final de 20 de Setembro, o presidente do Azerbaijão, Ilham Aliyev, anunciou que o país tinha "restaurado a sua soberania" sobre Alto Carabaque após a ofensiva, conseguindo a "rendição completa" das forças armênias locais.
O primeiro-ministro arménio, Nikol Pashinyan, distanciou-se do acordo, dizendo que a Armênia não esteve envolvida na elaboração do cessar-fogo e que "a Armênia não tem um exército em Alto Carabaque". No entanto, Pashinyan disse que apoiava o cessar-fogo e que era “muito importante” que fosse mantido.  Os protestos em Yerevan, capital da Armênia, começaram devido ao suposto fracasso do governo em proteger os armênios étnicos, com os manifestantes exigindo a renúncia de Pashinyan.

## Nota
- Este artigo foi inicialmente traduzido, total ou parcialmente, do artigo da Wikipédia em inglês cujo título é «2023 Nagorno-Karabakh ceasefire agreement».